# Jakobs Kampf am Jabbok

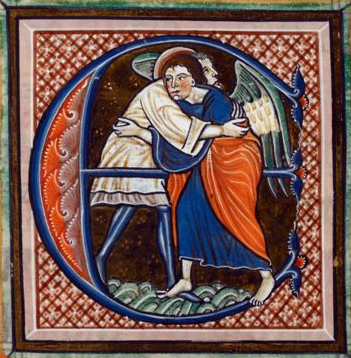
Initiale E, Egerton 1066 (13. Jahrhundert)

Jakobs Kampf am Jabbok ist eine biblische Erzählung (Gen 32,23–33 ). Sie enthält die einzige Beschreibung eines Ringkampfs in der Genesis und das in der Bibel singuläre Motiv, dass der Segen einem göttlichen Wesen abgerungen wird.

## Inhalt
Die Erzählung ist nicht aus sich selbst heraus verständlich, sondern eine Episode des Bruderkonflikts zwischen Jakob und Esau. Jakob musste als junger Mann vor seinem Zwillingsbruder fliehen und kehrt nun Jahre später als wohlhabender Familienvater zurück. Er trifft Vorbereitungen, um Esau bei der anstehenden Begegnung friedlich zu stimmen.
Ein Ortswechsel (Vers 23) markiert den Beginn der Erzählung. Schauplatz der Handlung ist Pnuël, ein nicht genau identifizierbarer Ort im Ostjordanland. Jakobs Karawane überquert bei Nacht die tief eingeschnittene Schlucht des Nahr ez-Zarqa (Jabbok), und Jakob bleibt allein zurück.
Plötzlich wird Jakob von einem Mann überfallen, der bis zum Morgengrauen mit ihm ringt. Beide Kämpfer sind ebenbürtig. Der Unbekannte schlägt Jakob auf die Hüfte, gewinnt damit aber keinen Vorteil. Der Tag bricht an, und der Gegner bittet darum, losgelassen zu werden. Jakob stellt ihm eine Bedingung: „Ich lasse dich nicht, du segnest mich denn.“ (Vers 27) So erhält er von seinem Kontrahenten den neuen Namen Israel, weil er mit Gott (hebräisch אֱלֹהִים ĕlohîm) selbst gerungen (hebräisch שׂרה śārâ) habe, ohne besiegt zu werden (Vers 28). Seinen eigenen Namen zu nennen, ist der Unbekannte nicht bereit.

## Identität des Angreifers
Der hebräische Text scheint nahezulegen, dass Jakob mit Gott selbst ringt, da Vers 28 andernfalls wenig Sinn ergäbe. Zugleich kollidiert diese Lesart jedoch mit der Vorstellung göttlicher Allmacht, da Jakob nicht bezwungen werden kann. Aus diesem Grunde hat man die Passage früh zu erklären versucht. In den Midraschim finden sich verschiedene Deutungen. Manche identifizieren den „Mann“, hebräisch אִישׁ ’ish, der Jakob überfällt, als den (Schutz-)Engel Jakobs oder Erzengel Michael. Alternativ dazu wird der Angreifer aber auch als Sammael bezeichnet, der Vertreter Esaus und all der gegen Israel kämpfenden Mächte, die mit Esau gleichgesetzt wurden.
In der Bibel selbst bietet Hosea 12,4–5 eine Interpretation: „Im Mutterleib hat er (=Jakob) seinen Bruder betrogen, und als er stark war, kämpfte er mit Gott. Und er kämpfte mit einem Boten und bezwang ihn, er (=Jakob) weinte und flehte ihn um Gnade an…“ (Übersetzung: Zürcher Bibel 2007). Eindeutig an diesem dunklen Text ist soviel: Hosea hat die ambivalente Figur Jakob ins Negative umgedeutet. Damit kritisiert der Prophet seine Zeitgenossen, die Menschen im Nordreich Israel, die sich auf Jakob zurückführen.
In der Forschungsgeschichte wurde der „Mann“ der ursprünglichen Geschichte oft mit einem Dämon identifiziert, der erst später zu Gott umgedeutet wurde, um den Namen Israel zu erklären, bzw., da die Szene am Jabbok spielt, mit dem Numen eines Flusses. „Zu seiner wilden Mordlust passt seine lichtscheue Art.“

## Religionsgeschichtliche Parallelen
Die religionsgeschichtlichen Parallelen stellte Hermann Gunkel zusammen.
- Der nächtliche Kampf mit Dämonen oder Gespenstern hat eine Nähe zum Albtraum und ist ein häufiges Märchenmotiv. Ein Beispiel ist Beowulfs Kampf mit Grendel.
- Ein Mensch bezwingt oder überlistet eine Gottheit und erlangt so geheimes Wissen oder eine andere Gabe. Beispiele: Menelaos hält Proteus fest, Midas hält Silenos gefangen.

## Forschungsgeschichte
Julius Wellhausen wies Gen 32,23–33 als einheitliche Komposition dem Jahwisten zu; darin sind ihm Martin Noth, Gerhard von Rad, Claus Westermann und andere gefolgt. Doch gibt es im Text Dubletten, die zu literarkritischen Operationen Anlass bieten, so dass ein Teil des Textes auch dem Elohisten zugeschrieben wurde (z. B. von Gunkel). Vers 33 wird allgemein als Glosse beurteilt.

### Eine archaische Einzeltradition
Oft wurde die Erzählung als besonders archaisch angesehen. Eine mündlich tradierte Einzelüberlieferung habe berichtet, dass ein Wanderer (noch nicht identifiziert als Jakob) bei seiner nächtlichen Überquerung des Jabbok von einem Dämon überfallen wurde.
Die älteste israelitische Fassung, so Ludwig Schmidt, identifizierte den Wanderer mit Jakob und fügte die Verse 28–29 mit der Umbenennung zu Israel an. Im nächsten Schritt kam Vers 31 hinzu, das nächtliche Abenteuer wird als Gottesbegegnung interpretiert. Der Vergleich mit Ex 4,24–26  zeigt, dass die Vorstellung, von Gott bedrohlich überfallen zu werden, mit der Religion Israels kompatibel war. Dies erfordert aber auch, dass Jakob nicht als Sieger aus dem Kampf hervorgehen konnte, dementsprechend kommentiert Vers 31: Jakob hat sich nicht selbst gerettet, er ist gerettet worden. Bis zu diesem Stadium rechnet Ludwig Schmidt mit einer mündlichen Tradition.
Jetzt erst habe sich, so Schmidt, der Jahwist der Erzählung angenommen und sie niedergeschrieben. Der Jahwist stellte durch Umformulierung von Vers 26 klar, dass Jakob Gott unterlegen war, und nahm in Vers 32 noch einmal das Motiv der Kampfverletzung auf. Die Geschichte sei für den Jahwisten aber „keine gleichsam als Geröll mitgeschleppte Tradition“, sondern entspräche seiner Theologie. Für ihn sei Gottesbegegnung sowohl bedrohlich als auch heilvolle Zuwendung.

### Ein Stück exilisch/nachexilischer Literatur
Harald-Martin Wahl vertritt hierzu eine Gegenposition. „Überlieferungsgeschichtlich ist … die Übermittlung einer mit mythischen Motiven durchzogenen Erzählung mit dem Namen des Protagonisten, des überquerten Flusses und des Ortes über mehrere Jahrhunderte undenkbar.“ Die Erzählung sei ohne den größeren Zusammenhang des Konflikts von Jakob und Esau sinnlos, sie sei auf den bereits vorliegenden schriftlichen Kontext hin entworfen worden und, keineswegs archaisch, eine der jüngeren Jakobserzählungen in der Genesis. Der Text ist nach Analyse Wahls unter Aufnahme mythischer Motive im Babylonischen Exil oder in der nachfolgenden Zeit unter persischer Regierung geschrieben worden; eine ältere mündliche Form sei nicht vorhanden bzw. nicht rekonstruierbar.

## Jüdische Auslegungsgeschichte
Die Erzählung von Jakobs Kampf am Jabbok ist ein Teil der Parascha Wajischlach.
Raschi erklärte, dass Jakob ans andere Ufer zurückkehrte, um einige Dinge zu holen, die er vergessen hatte. Der Angreifer sei Esaus Wächterengel gewesen. Der Engel bat darum, losgelassen zu werden, weil er bei Tagesanbruch Gottes Lob singen müsse. Alle diese Einzelheiten finden sich schon im Midrasch Genesis Rabba.
Maimonides deutete im Führer der Unschlüssigen den Ringkampf und das Zwiegespräch mit einem Engel als prophetische Vision. Wie kommt es aber, dass Jakob am nächsten Morgen hinkte? Gersonides erklärt dies mit einer Wechselbeziehung von Seele und Körper. Wegen der Anstrengungen der Jabboküberquerung bekam Jakob nachts Schmerzen, die sich mit dem Traum eines Ringkampfes verbanden.
Nachmanides nahm an, dass der Ringkampf Jakobs mit dem Engel Esaus ein Symbol für das Ringen zwischen Israel und den Völkern sei. So ringe das Volk Israel mit judenfeindlichen Regierungen, bis die Morgenröte (die Erlösung) anbricht.

## Christliche Auslegungsgeschichte

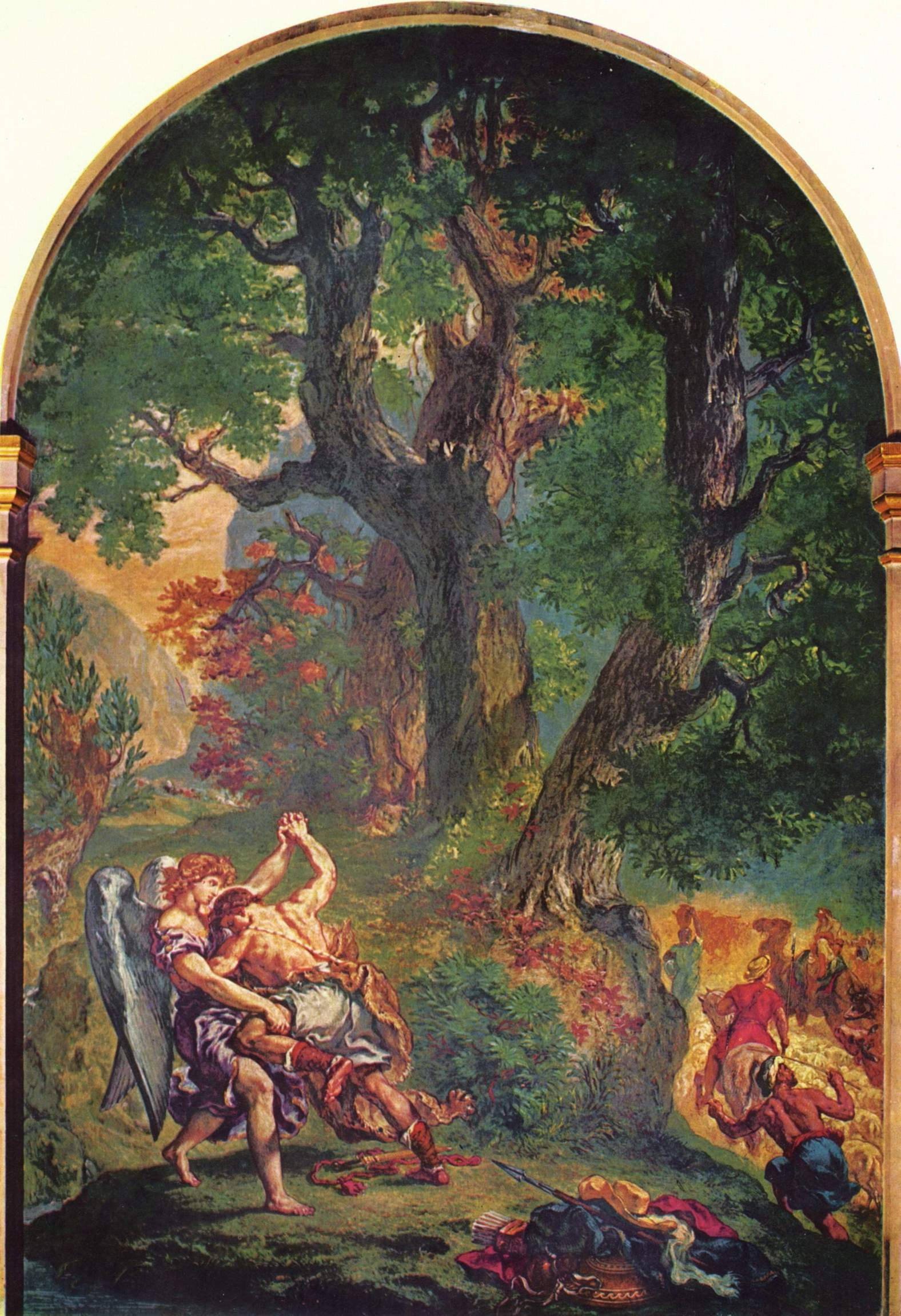
Eugène Delacroix, Der Kampf Jakobs mit dem Engel, Wandgemälde für Saint-Sulpice in Paris (1861)

Martin Luther interpretierte den Ringkampf als Grunderfahrung des Glaubens und legte den Kontrahenten folgenden Dialog in den Mund: „Jener Mann, mit furchtbarer Stimme: Pereundum tibi erit. Jacob du mußt herhalten. Jakob darauf: Nein das wolt Gott nicht. Non peribo. Ja und nein ist da auffs allerscherpffst und hefftigst auffeinander gangen. … Gott selbst sagt: Tu peribis (Du wirst umkommen). Aber der Geist widerspricht: Non moriar, sed vivam (Ich werde nicht sterben, sondern leben).“ Dieser Gedanke wurde im Neuluthertum (Werner Elert) wieder aufgegriffen.
Johann Arndt ging von einer ähnlich dramatischen Situation wie Luther aus, setzte aber eigene Akzente. Der Christ solle Gott bei seinen biblischen Verheißungen packen und im Gebet festhalten. „Also müssen wir Gott lernen halten, wie Jacob den Engel gehalten, aber nicht mit leiblicher Krafft und Stärcke, sondern durch Glauben und Gebet.“
Im Pietismus wurde Jakobs Kampf am Jabbok auf den Gebetskampf umgedeutet. Jakob, ein reuiger Sünder, ringt um Gottes Gnade. Aber, wie Gunkel dazu bemerkte, beim Beten verrenkt man sich nicht die Hüfte.
Die Erzählung von Jakobs Kampf am Jabbok wird heute im Kindergottesdienst und Religionsunterricht eingesetzt. Möglich wird das durch eine existentiell-tiefenpsychologische Interpretation, die in verschiedenen Varianten auftritt und wie folgt zusammengefasst werden kann: Jakob muss den Fluss (Todessymbol) überschreiten. Es ist Nacht: Jakob begegnet seinem Schatten. Das, was ihn überfällt, ist ein Teil von ihm selbst. Indem er seinen Namen sagt, nimmt er sich selbst an. Jetzt kann er auch seinen Schatten integrieren, und darin besteht der Segen. Die Sonne geht auf (Wiedergeburt). Jakob geht verändert aus dem nächtlichen Kampf hervor (neuer Name), aber nicht unverletzt.

## Rezeption
Das Thema wurde in der bildenden Kunst häufig dargestellt.
Musikalisch verschafft Heinrich Schütz der Wendung „Ich lasse dich nicht du segnest mich denn“ Eingang in die Musikalischen Exequien (SWV 279). Johann Sebastian Bach schuf die Kantate: Ich lasse dich nicht, du segnest mich denn (BWV 159). Christologisch entfaltet der protestantische Geistliche Christian Keimann 1658 die Wendung in dem Choral: Meinen Jesus lass ich nicht. Von Charles Wesley stammen die Verse zu jenem Lied, das – in musikalisch unterschiedlichen Versionen – textlich jeweils als Wrestling Jacob oder unter Come, O Thou Traveller Unknown überliefert ist; auch Neuvertonungen im 20. und 21. Jahrhundert behielten Wesleys Wortlaut bei.
Literarisch bezieht sich Nelly Sachs in dem Gedicht Jakob aus dem Band Sternverdunkelung (1949) auf das Motiv. Der Ringkampf am Jabbok dient als Metapher für die Shoah. Die Kampfverletzung Jakobs wird im Gedicht „zur ikonographischen Wunde, zum Symbol für die seelische und metaphysische Versehrtheit all derer, die das Morden überlebten, sowie der Menschheit überhaupt, die im Gedicht als ‚wir‘ erscheint.“
Roland Barthes widmete sich dem ‚Kampf mit dem Engel‘ in seinem Essay La lutte avec l’ange: Analyse textuelle de Genèse 32 23–33 (ders. u. a.: Analyse structurale et exégèse biblique, Neuchâtel, Delachaux et Niesté, 1971, S. 27–39, deutsch: Der Kampf mit dem Engel. Textanalyse der Genesis 32, 23–33, in Das semiologische Abenteuer, Frankfurt am Main, Suhrkamp, 1988, S 223–250).
Der Ortsname Pnuël, nach anderer Schreibweise Pniel, Schauplatz der Erzählung, bedeutet „Angesicht Gottes“. Mehrere religiöse Einrichtungen und neu gegründete Siedlungen erhielten diesen Namen; am bekanntesten ist Pniel in den Cape Winelands, Südafrika, eine ehemalige Missionsstation.